# Родичі (серіал)
«Родичі» (рос. Родственнички) — український комедійний телесеріал. Прем'єра відбулась на телеканалі «1+1» 14 березня 2016 року. Головні ролі в проєкті, режисером якого виступив Андрій Яковлєв, зіграли Олександр Феклістов, Джемал Тетруашвілі, Дмитро Суржиков, Катерина Кістень, Віра Кобзар та Олеся Жураківська.
Проєкт стартував 18 травня 2020 року по телебаченню на телеканалі «СТС», а також в онлайні на VOD-платформі «More.TV».

## Сюжет
Михайло Іванович — заслужений пенсіонер, живе один в заміському будинку. Своїх дорослих дітей він бачить рідко. На 67-річчя в гості до нього приїжджають сини з дружинами. І Михайло Іванович випадково дізнається, що брати один з одним у сварці і просто розігрують хороші відносини. Головний герой, намагаючись розібратися в причинах розбіжностей, хитрощами утримує синів у батьківському домі.

## У ролях
- Олександр Феклістов — Михайло Іванович, батько братів.
- Джемал Тетруашвілі — Сергій, молодший син Михайла Івановича.
- Катерина Кістень — Катя, дружина Сергія.
- Дмитро Суржиков — Ігор, старший син Михайла Івановича.
- Віра Кобзар — Ірина, дружина Ігоря.
- Олеся Жураківська — Людмила, дочка Михайла Івановича.
- Віктор Сарайкін — сусід Михайла Івановича.

В епізодах:
- Олексій Кирющенко
- Анатолій Ященко
- Олег Примогенов
- Олександр Ігнатуша
- Леся Самаєва та ін[1].

## Виробництво

### Знімання
Режисер Андрій Яковлєв, який очолив знімальний процес, відомий своєю роботою над шістьма сезонами популярного серіалу «Свати». Зйомки проходили в Києві і Київській області.